# Haikai
Haikai je  japonska oblika pesmi, za katero je značilna uporaba vezanih verzov.